# The Assayer of Lone Gap
The Assayer of Lone Gap er en amerikansk kortstumfilm i sort-hvid fra 1915 instrueret af B. Reeves Eason.

## Medvirkende
- Perry Banks
- Louise Lester
- Jack Richardson
- Vivian Rich
- Walter Spencer